# Марикопа (Калифорнија)
Марикопа (енгл. Maricopa) град је у америчкој савезној држави Калифорнија. По попису становништва из 2010. године у њему је живело 1.154 становника.

## Демографија
Према попису становништва из 2010. године у граду је живело 1.154 становника, што је 43 (3,9%) становника више него 2000. године.
| Група             | 2000.       | 2010.       |
| Белци             | 914 (82,3%) | 854 (74,0%) |
| Афроамериканци    | 0 (0,0%)    | 1 (0,1%)    |
| Азијати           | 5 (0,5%)    | 16 (1,4%)   |
| Хиспаноамериканци | 150 (13,5%) | 232 (20,1%) |
| Укупно            | 1.111       | 1.154       |